# Bion-M2
Bion-M2 (russisch Бион-М №2) ist ein russischer Forschungssatellit, der am 20. August 2025 gestartet wurde. Wie bereits sein Vorgänger Bion-M1 soll er die Auswirkungen der Weltraumumgebung in einer niedrigen Erdumlaufbahn  – insbesondere von Strahlung und Schwerelosigkeit – auf lebende Organismen untersuchen. Nach ursprünglicher Planung sollte die US-Raumfahrtbehörde NASA an den Experimenten beteiligt sein.
An Bord des Satelliten sind unter anderem 75 Mäuse, etwa 1500 Fruchtfliegen, Ameisen, Pilze und Algen. Seine Umlaufbahn wurde ähnlich der der geplanten russischen Raumstation ROS gewählt.